# Musikjahr 2006
Liste der Musikjahre

◄◄ | ◄ | 2002 | 2003 | 2004 | 2005 | Musikjahr 2006 | 2007 | 2008 | 2009 | 2010 | ► | ►►

Weitere Ereignisse
Dieser Artikel behandelt das Musikjahr 2006.

## Ereignisse

### Populäre Musik und Jazz
- 17. Januar: Ornette Coleman, als Saxophonist und Komponist großteils Autodidakt, erhält die Ehrendoktorwürde des Berklee College of Music.
- 18. Februar: The Rolling Stones spielen auf ihrer A Bigger Bang-Tour das bisher größte Konzert aller Zeiten vor rund 1,2 Millionen Menschen an der Copacabana in Rio de Janeiro.
- 29. April: Das französische French-House-Duo Daft Punk startet in Indio seine Konzerttournee Alive 2006/2007.
- 20. Mai: Die Hard-Rock-Formation Lordi gewinnt in Athen als erste finnische Band den Eurovision Song Contest 2006.
- 21. Mai: Die US-amerikanische Sängerin Madonna startet in Inglewood ihre Confessions Tour.
- 03. Juni: Mit dem neuen künstlerischen Leiter Reiner Michalke öffnet sich das Moers Festival erstmals dem Avant-Pop und Singer-Songwriting und schafft zugleich seine African Dance Night ab.
- 21. Juni: Die Single Suzumiya Haruhi no Tsumeawase wird in Japan veröffentlicht und verweilte 133 Wochen in den Single-Charts. Sie ist damit die bisher erfolgreichste Seiyū-Single.
- 29. August: Am ersten Jahrestag des Hurrikans Katarina treten in New Orleans im Konzert Rebuilding the Soul of America Stevie Wonder, Wynton Marsalis, Yolanda Adams, Ivan Neville sowie Earth, Wind & Fire auf.
- 24. Oktober: Die 16-jährige Taylor Swift veröffentlicht ihr gleichnamiges Debütalbum.
- 11. November: Der US-amerikanische Musiker Prince startet im Rio All-Suite Hotel and Casino am Las Vegas Strip in Nevada seine Konzerttournee Per4ming Live 3121.
- Pearl Jam – Pearl Jam 2006 World Tour
- The Rolling Stones – A Bigger Bang Tour

### Klassische Musik und Musiktheater
- 09. Januar: Das Musical Das Phantom der Oper von Andrew Lloyd Webber nach dem Roman von Gaston Leroux bricht mit seiner 7486. Aufführung den Rekord von Cats als am längsten am Broadway laufendem Stück.
- 14. August: Konzerturaufführung des Taschengartens am 10. Todestag von Sergiu Celibidache im Münchner Herkulessaal.
- 26. August: In Rühstädt wird die Joachim-Wagner-Gesellschaft gegründet, die sich um die Erforschung und Pflege des Erbes des brandenburgischen Orgelbauers Joachim Wagner kümmern will.
- 28. September: Am Raimundtheater in Wien wird das Musical Rebecca von Sylvester Levay und Michael Kunze nach dem gleichnamigen Roman von Daphne du Maurier uraufgeführt.
- 25. Oktober: Das erste Konzert zum Nationalfeiertag findet in Wien statt.

### Film
- 18. Februar: Bei der Preisverleihung der Berlinale wird der Spielfilm Esmas Geheimnis – Grbavica der bosnischen Regisseurin Jasmila Žbanić mit dem Goldenen Bären ausgezeichnet. Der Film hat keine klassische Filmmusik. Der Soundtrack besteht aus (intradiegetisch) gesungenen Liedern, Schlagern und Popmusik aus dem Radio oder Fernsehen. In dem Nachtclub spielt eine Band Balkandisco. Der Score gibt so der Geschichte einen dokumentarischen Charakter, der die Atmosphäre des Films stark prägt.
- Movimentos Perpétuos – Cine-Tributo a Carlos Paredes – Dokumentarfilm des portugiesischen Regisseurs Edgar Pêra über den portugiesischen Musiker Carlos Paredes

## Musikcharts

### Deutschland
| Singles                                                               | Position | Alben                                  |
| --------------------------------------------------------------------- | -------- | -------------------------------------- |
|                                                                       |          |                                        |
| Love Generation Bob Sinclar presents Goleo VI feat. Gary „Nesta“ Pine | 1        | Das große Leben Rosenstolz             |
| No No Never Texas Lightning                                           | 2        | Piece by Piece Katie Melua             |
| Hips Don’t Lie Shakira feat. Wyclef Jean                              | 3        | Telegramm für X Xavier Naidoo          |
| Crazy Gnarls Barkley                                                  | 4        | Stadium Arcadium Red Hot Chili Peppers |
| ’54, ’74, ’90, 2006 Sportfreunde Stiller                              | 5        | Back to Bedlam James Blunt             |
| Zeit, dass sich was dreht Herbert Grönemeyer feat. Amadou & Mariam    | 6        | Schrei Tokio Hotel                     |
| Big City Life Mattafix                                                | 7        | Laut gedacht Silbermond                |
| Das Beste Silbermond                                                  | 8        | Intensive Care Robbie Williams         |
| I Belong to You (Il ritmo della passione) Eros Ramazzotti & Anastacia | 9        | I’m Not Dead Pink                      |
| Dieser Weg Xavier Naidoo                                              | 10       | Breakaway Kelly Clarkson               |

Die längsten Nummer-eins-Singles
Lieder, die die meiste Zeit während eines anderen Jahres auf Platz 1 der Charts verbrachten, werden hier nicht aufgeführt.
1. Silbermond – Das Beste (7 Wochen)
2. Xavier Naidoo – Danke; Bob Sinclar presents Goleo VI feat. Gary „Nesta“ Pine – Love Generation (jeweils 5 Wochen)
3. Tobias Regner – I Still Burn (4 Wochen)

Die längsten Nummer-eins-Alben
Alben, die die meiste Zeit während eines anderen Jahres auf Platz 1 der Charts verbrachten, werden hier nicht aufgeführt.
1. Red Hot Chili Peppers – Stadium Arcadium; Rosenstolz – Das große Leben (jeweils 5 Wochen)
2. Xavier Naidoo – Telegramm für X (4 Wochen)
3. Deutschland sucht den Superstar – Love Songs; Semino Rossi – Ich denk an Dich; Robbie Williams – Rudebox; Rammstein – Völkerball (jeweils 3 Wochen)

Alle Nummer-eins-Hits und die Hits des Jahres

### Österreich
| Singles                                                               | Position | Alben                                                          |
| --------------------------------------------------------------------- | -------- | -------------------------------------------------------------- |
|                                                                       |          |                                                                |
| Crazy Gnarls Barkley                                                  | 1        | Stadium Arcadium Red Hot Chili Peppers                         |
| Love Generation Bob Sinclar presents Goleo VI feat. Gary „Nesta“ Pine | 2        | Kiddy Contest Vol. 12 Kiddy Contest Kids                       |
| Hips Don’t Lie Shakira feat. Wyclef Jean                              | 3        | Intensive Care Robbie Williams                                 |
| Big City Life Mattafix                                                | 4        | Telegramm für X Xavier Naidoo                                  |
| Nie genug Christina Stürmer                                           | 5        | Lebe lauter Christina Stürmer                                  |
| I Belong to You (Il ritmo della passione) Eros Ramazzotti & Anastacia | 6        | Back to Bedlam / Chasing Time: The Bedlam Sessions James Blunt |
| Stop! Dimentica Tiziano Ferro                                         | 7        | Ich denk an dich Semino Rossi                                  |
| I Don’t Feel Like Dancin’ Scissor Sisters                             | 8        | Schrei! Tokio Hotel                                            |
| Das Beste Silbermond                                                  | 9        | I’m Not Dead P!nk                                              |
| One Mary J. Blige & U2                                                | 10       | LaFee                                                          |

Die längsten Nummer-eins-Singles
Lieder, die die meiste Zeit während eines anderen Jahres auf Platz 1 der Charts verbrachten, werden hier nicht aufgeführt.
1. Gnarls Barkley – Crazy (10 Wochen)
2. Bob Sinclar presents Goleo VI feat. Gary „Nesta“ Pine (7 Wochen)
3. Silbermond – Das Beste (6 Wochen)

Die längsten Nummer-eins-Alben
Alben, die die meiste Zeit während eines anderen Jahres auf Platz 1 der Charts verbrachten, werden hier nicht aufgeführt.
1. Red Hot Chili Peppers – Stadium Arcadium (7 Wochen)
2. Kiddy Contest Kids – Kiddy Contest Vol. 12 (6 Wochen)
3. Christina Stürmer – Lebe lauter (4 Wochen)

Alle Nummer-eins-Hits und die Hits des Jahres

### Schweiz
| Singles                                                               | Position | Alben                                  |
| --------------------------------------------------------------------- | -------- | -------------------------------------- |
|                                                                       |          |                                        |
| Hips Don’t Lie Shakira feat. Wyclef Jean                              | 1        | Stadium Arcadium Red Hot Chili Peppers |
| Crazy Gnarls Barkley                                                  | 2        | Intensive Care Robbie Williams         |
| Love Generation Bob Sinclar presents Goleo VI feat. Gary „Nesta“ Pine | 3        | Back to Bedlam James Blunt             |
| Bring en hei Baschi                                                   | 4        | Confessions on a Dance Floor Madonna   |
| I Belong to You (Il ritmo della passione) Eros Ramazzotti & Anastacia | 5        | Telegramm für X Xavier Naidoo          |
| Unfaithful Rihanna                                                    | 6        | Fly Zucchero                           |
| Big City Life Mattafix                                                | 7        | Piece by Piece Katie Melua             |
| Because of You Kelly Clarkson                                         | 8        | I’m Not Dead Pink                      |
| Maneater Nelly Furtado                                                | 9        | Loose Nelly Furtado                    |
| Hung Up Madonna                                                       | 10       | Amarantine Enya                        |

Die längsten Nummer-eins-Singles
Lieder, die die meiste Zeit während eines anderen Jahres auf Platz 1 der Charts verbrachten, werden hier nicht aufgeführt.
1. Rihanna – Unfaithful (10 Wochen)
2. Shakira feat. Wyclef Jean – Hips Don’t Lie (7 Wochen)
3. Eros Ramazzotti & Anastacia – I Belong to You (Il ritmo della passione); Gnarls Barkley – Crazy (jeweils 6 Wochen)

Die längsten Nummer-eins-Alben
Alben, die die meiste Zeit während eines anderen Jahres auf Platz 1 der Charts verbrachten, werden hier nicht aufgeführt.
1. James Blunt – Back to Bedlam (6 Wochen)
2. Robbie Williams – Intensive Care; Red Hot Chili Peppers – Stadium Arcadium (jeweils 5 Wochen)
3. Muse – Black Holes and Revelations (4 Wochen)

Alle Nummer-eins-Hits und die Hits des Jahres

### Vereinigtes Königreich
| Singles                                    | Position | Alben                                                        |
| ------------------------------------------ | -------- | ------------------------------------------------------------ |
|                                            |          |                                                              |
| Crazy Gnarls Barkley                       | 1        | Eyes Open Snow Patrol                                        |
| A Moment Like This Leona Lewis             | 2        | Beautiful World Take That                                    |
| Hips Don’t Lie Shakira feat. Wyclef Jean   | 3        | Ta-dah Scissor Sisters                                       |
| I Don’t Feel Like Dancin’ Scissor Sisters  | 4        | Whatever People Say I Am, That’s What I’m Not Arctic Monkeys |
| I Wish I Was a Punk Rocker Sandi Thom      | 5        | Inside In/Inside Out Kooks                                   |
| From Paris to Berlin Infernal              | 6        | Razorlight                                                   |
| Maneater Nelly Furtado                     | 7        | Stop the Clocks Oasis                                        |
| Patience Take That                         | 8        | The Love Album Westlife                                      |
| SOS Rihanna                                | 9        | I’m Not Dead Pink                                            |
| SexyBack Justin Timberlake feat. Timbaland | 10       | Undiscovered James Morrison                                  |

Die längsten Nummer-eins-Singles
Lieder, die die meiste Zeit während eines anderen Jahres auf Platz 1 der Charts verbrachten, werden hier nicht aufgeführt.
1. Gnarls Barkley – Crazy (9 Wochen)
2. Shakira feat. Wyclef Jean – Hips Don’t Lie (5 Wochen)
3. Scissor Sisters – I Don’t Feel Like Dancin’; Take That – Patience (jeweils 4 Wochen)

Die längsten Nummer-eins-Alben
Alben, die die meiste Zeit während eines anderen Jahres auf Platz 1 der Charts verbrachten, werden hier nicht aufgeführt.
1. Arctic Monkeys – Whatever People Say I Am, That’s What I’m Not; Take That – Beautiful World (jeweils 4 Wochen)
2. Red Hot Chili Peppers – Stadium Arcadium; Snow Patrol – Eyes Open; The Killers – Sam’s Town (jeweils 3 Wochen)

Alle Nummer-eins-Hits und die Hits des Jahres

### Vereinigte Staaten
| Singles                                   | Position | Alben                                                  |
| ----------------------------------------- | -------- | ------------------------------------------------------ |
|                                           |          |                                                        |
| Bad Day Daniel Powter                     | 1        | Some Hearts Carrie Underwood                           |
| Temperature Sean Paul                     | 2        | High School Musical Original Motion Picture Soundtrack |
| Promiscuous Nelly Furtado feat. Timbaland | 3        | All the Right Reasons Nickelback                       |
| You’re Beautiful James Blunt              | 4        | Me and My Gang Rascal Flatts                           |
| Hips Don’t Lie Shakira feat. Wyclef Jean  | 5        | The Breakthrough Mary J. Blige                         |
| Unwritten Natasha Bedingfield             | 6        | Curtain Call: The Hits Eminem                          |
| Crazy Gnarls Barkley                      | 7        | Back to Bedlam James Blunt                             |
| Ridin’ Chamillionaire feat. Krayzie Bone  | 8        | The Road and the Radio Kenny Chesney                   |
| SexyBack Justin Timberlake                | 9        | The Legend of Johnny Cash Johnny Cash                  |
| Check on It Beyoncé feat. Slim Thug       | 10       | Breakaway Kelly Clarkson                               |

Die längsten Nummer-eins-Singles
Lieder, die die meiste Zeit während eines anderen Jahres auf Platz 1 der Charts verbrachten, werden hier nicht aufgeführt.
1. Justin Timberlake – SexyBack (7 Wochen)
2. Nelly Furtado feat. Timbaland – Promiscuous (6 Wochen)
3. Daniel Powter – Bad Day; Beyoncé feat. Slim Thug – Check on It (jeweils 5 Wochen)

Die längsten Nummer-eins-Alben
Alben, die die meiste Zeit während eines anderen Jahres auf Platz 1 der Charts verbrachten, werden hier nicht aufgeführt.
1. Rascal Flatts – Me and My Gang; Jamie Foxx – Unpredictable; Various Artists – Now That’s What I Call Music! 22 (jeweils 3 Wochen)

Alle weiteren Alben waren entweder eine oder zwei Wochen auf Platz 1 gelistet.
Alle Nummer-eins-Hits und die Hits des Jahres

### Charts in weiteren Ländern
Siehe auch: Nummer-eins-Hits 2006 in  Australien, Belgien, Dänemark, Deutschland, Finnland, Frankreich, Griechenland, Irland, Italien, Japan, Kanada, Kroatien, Mexiko, Neuseeland, den Niederlanden, Norwegen, Österreich, Polen, Portugal, Rumänien, Schweden, der Schweiz, Slowakei, Spanien, Südkorea, Tschechien, Ungarn, den Vereinigten Staaten und im Vereinigten Königreich.

## Musikpreise und Ehrungen
Im Jahr 2006 wurden bedeutende Musikpreise verliehen, darunter:
- Grammy Awards 2006 – U2, Mariah Carey, Kanye West u. a.
- MTV Video Music Awards 2006 – Panic! at the Disco, Beyoncé, Shakira u. a.

### Musikwettbewerbe und Castingshows
Eurovision Song Contest
1. Lordi: Hard Rock Hallelujah
2. Dima Bilan: Never Let You Go
3. Hari Mata Hari: Lejla
4. Mihai Trăistariu: Tornerò
5. Carola: Invincible

## Erstveranstaltungen
- Ract!festival – deutsches Open-Air-Festival in Tübingen

## Gründungen und Auflösungen

### Gründungen
- Braty Hadjukiny – ukrainische Rockband (Reunion)
- Kirchenbrand – österreichische Black-Metal-Band aus Braunau am Inn
- Lansdowne – US-amerikanische Hard-Rock-/Alternative-Metal-Band aus Boston
- Partitura Verlag – Musikverlag in Bern
- Phal:Angst – österreichische Electronic-Industrial-Post-Rock-Band aus Wien
- Seayou Records – unabhängiges österreichisches Musiklabel mit Sitz in Wien
- Shy Guy at the Show – deutsche Indie-Rock-Band aus Karlsruhe
- Tarbaby – Jazztrio, bestehend aus Orrin Evans, Eric Revis und Nasheet Waits
- Vola – dänische Progressive-Metal-Band aus Kopenhagen
- Uusikuu – finnisch-deutsche Band
- Żywiołak – polnische Folk-Rockband

### Auflösungen
- Thy Nemesis – österreichische Black-Metal-Band

## Trends und Entwicklungen

### Digitalisierung und Musikindustrie
Das Jahr 2006 markierte eine weitere Zunahme der Digitalisierung der Musikindustrie, wobei digitale Downloads und Streaming-Dienste wie iTunes und MySpace eine wichtige Rolle spielten.

### Genres und Stilrichtungen
Im Jahr 2006 erlebten bestimmte Genres und Stilrichtungen einen Aufschwung, darunter:
- Pop-Rock und Emo – Mit Bands wie My Chemical Romance, Panic! at the Disco und Fall Out Boy
- R&B und Hip-Hop – Mit Künstlern wie Beyoncé, Justin Timberlake und Nelly Furtado
- Indie-Rock – Mit Bands wie Arctic Monkeys, Yeah Yeah Yeahs und The Strokes

### Internationale Zusammenarbeit und Einflüsse
Musikalische Zusammenarbeit und kulturelle Einflüsse aus verschiedenen Ländern prägten das Musikjahr 2006. Besonders auffällig waren:
- Britische Künstler – Arctic Monkeys, Lily Allen, Muse
- Einflüsse aus Lateinamerika – Shakira, Ricky Martin, Daddy Yankee

### Bekannte Künstler und Bands
Im Jahr 2006 waren einige Künstler und Bands besonders präsent und erfolgreich, darunter:
- Amy Winehouse – Mit Back to Black
- Justin Timberlake – Mit FutureSex/LoveSounds
- Red Hot Chili Peppers – Mit Stadium Arcadium
- My Chemical Romance – Mit The Black Parade
- Nelly Furtado – Mit Loose

### Musikalische Einflüsse und gesellschaftliche Bedeutung

#### Politische und soziale Themen
Musik im Jahr 2006 reflektierte auch politische und soziale Themen, insbesondere durch kritische Texte zu Krieg, Umweltproblemen und sozialer Ungerechtigkeit.

#### Kulturelle Phänomene
Bestimmte Songs und Alben von 2006 entwickelten sich zu kulturellen Phänomenen, die über die Musik hinaus Einfluss auf Mode, Popkultur und den allgemeinen Zeitgeist hatten.

## Neuveröffentlichungen (Auswahl)

### Lieder und Kompositionen
| Lied                                    | Text                                                                      | Musik                                                                     | Erstinterpret                                 | Label                                  | Veröffentlichung   | Genre                         | Album                    | Weitere Informationen                                                           |
| --------------------------------------- | ------------------------------------------------------------------------- | ------------------------------------------------------------------------- | --------------------------------------------- | -------------------------------------- | ------------------ | ----------------------------- | ------------------------ | ------------------------------------------------------------------------------- |
| Alarm                                   | Azad Azadpour                                                             | Azad Azadpour                                                             | Azad                                          | Bozz Music, Universal Urban            | 31. März 2006      | Deutscher Hip-Hop, Battle-Rap | Game Over                |                                                                                 |
| Apologize                               | Ryan Tedder                                                               | Ryan Tedder                                                               | OneRepublic                                   | Interscope Records, Mosley Music Group | 30. April 2006     | Pop                           | Dreaming Out Loud        |                                                                                 |
| Back to Black                           | Mark Ronson, Amy Winehouse                                                | Mark Ronson, Amy Winehouse                                                | Amy Winehouse                                 | Island Records                         | 27. Oktober 2006   | Soul                          | Back to Black            |                                                                                 |
| Call Me When You’re Sober               | Amy Lee, Terry Balsamo                                                    | Amy Lee, Terry Balsamo                                                    | Evanescence                                   | Wind-Up Records                        | 15. September 2006 | Alternative Rock              | The Open Door            |                                                                                 |
| Do It                                   | Nate Hills, Nelly Furtado, Timothy Mosley                                 | Nate Hills, Nelly Furtado, Timothy Mosley                                 | Nelly Furtado                                 | Geffen Records                         | 7. Juni 2006       | Pop                           | Loose                    |                                                                                 |
| Einer muss der Beste sein (Ich ich ich) | Stephan Remmler, Markus Löhr                                              | Stephan Remmler, Markus Löhr                                              | Stephan Remmler                               | it-Sounds                              | 2006               | Pop                           | 1, 2, 3, 4 …             |                                                                                 |
| Fairytale Gone Bad                      | Samu Haber, Jukka Backlund                                                | Samu Haber, Jukka Backlund                                                | Sunrise Avenue                                | EMI Music                              | 31. Mai 2006       | Pop-Rock                      | On the Way to Wonderland |                                                                                 |
| Frauen sind böse                        | Cecil Remmler, Stephan Remmler                                            | Cecil Remmler, Stephan Remmler                                            | Stephan Remmler                               | it-Sounds                              | Januar 2006        | Pop                           | 1, 2, 3, 4 …             |                                                                                 |
| Hare Hare Yukai                         | Aki Hata, Tomokazu Tashiro                                                | Aki Hata, Tomokazu Tashiro                                                | Haruhi Suzumiya, Yuki Nagato & Mikuru Asahina | Lantis                                 | 10. Mai 2006       | Anison                        |                          |                                                                                 |
| Hole in the Earth                       | Stephen Carpenter, Chi Cheng, Abe Cunningham, Chino Moreno, Frank Delgado | Stephen Carpenter, Chi Cheng, Abe Cunningham, Chino Moreno, Frank Delgado | Deftones                                      | Maverick Records                       | 12. September 2006 | Alternative Metal             | Saturday Night Wrist     |                                                                                 |
| In God’s Hands                          | Nelly Furtado                                                             | Nelly Furtado                                                             | Nelly Furtado                                 | Geffen Records                         | 7. Juni 2006       | Pop                           | Loose                    |                                                                                 |
| Just Hold Me                            | Maria Mena, Arvid Solvang                                                 | Maria Mena, Arvid Solvang                                                 | Maria Mena                                    | Columbia Records                       | 28. Januar 2006    | Pop                           | Apparently Unaffected    |                                                                                 |
| Love Is a Losing Game                   | Amy Winehouse                                                             | Amy Winehouse                                                             | Amy Winehouse                                 | Island Records                         | 27. Oktober 2006   | Contemporary R&B, Soul        | Back to Black            |                                                                                 |
| Nie genug                               | Thorsten Brötzmann, Alexander Geringas, Ivo Moring                        | Thorsten Brötzmann, Alexander Geringas, Ivo Moring                        | Christina Stürmer                             | Polydor                                | 28. April 2006     | Pop-Rock                      | Lebe lauter              |                                                                                 |
| Nobody Knows                            | Billy Mann, Alecia Moore                                                  | Billy Mann, Alecia Moore                                                  | Pink                                          | LaFace Records, Zomba                  | 31. März 2006      | Pop-Rock                      | I’m Not Dead             |                                                                                 |
| Relax, Take It Easy                     | Nick van Eede, Mika Penniman                                              | Nick van Eede, Mika Penniman                                              | Mika                                          | Casablanca Records                     | 2. Oktober 2006    | Pop                           | Life in Cartoon Motion   |                                                                                 |
| Schwestern, Brüder                      | Hannes Wader                                                              | trad.                                                                     | Hannes Wader                                  |                                        |                    | Liedermacher                  | Macht’s gut!             | Cover von What’s the Life of a Man                                              |
| The Best of Both Worlds                 | Matthew Gerrard, Robbie Nevil                                             | Matthew Gerrard, Robbie Nevil                                             | Miley Cyrus                                   | Walt Disney Records                    | 18. März 2006      | Teen-Pop                      | Hannah Montana           | Lied für die Disney-Fernsehserie Hannah Montana                                 |
| Valerie                                 | Boyan Chowdhury, Abi Harding, Dave McCabe, Sean Payne, Russell Pritchard  | Boyan Chowdhury, Abi Harding, Dave McCabe, Sean Payne, Russell Pritchard  | The Zutons                                    |                                        | 10. April 2006     | Bluesrock, Indie-Rock         | Tired of Hanging Around  |                                                                                 |
| Was jetzt los!?!                        | Denis Quist, Dennis Kreutzberg, T. Cherry                                 | Denis Quist, Dennis Kreutzberg, T. Cherry                                 | D-Irie                                        | Shok Muzik / Warner Music Group        | 13. Oktober 2006   | Hip-Hop, Battle-Rap           | Live dabei               |                                                                                 |
| Wer glaubt, ist nie allein              | Hagen Horoba                                                              | Christian Dostal                                                          |                                               |                                        | 2006               | Kirchenlied                   |                          | offizielles Mottolied der Diözese Regensburg für den Papstbesuch in Bayern 2006 |
| What Goes Around… Comes Around          | Nate Hills, Tim Mosley, Justin Timberlake                                 | Nate Hills, Tim Mosley, Justin Timberlake                                 | Justin Timberlake                             | Jive Records, Zomba                    | 8. September 2006  | Pop                           | FutureSex/LoveSounds     |                                                                                 |
| Young Folks                             | John Eriksson, Peter Morén, Björn Yttling                                 | John Eriksson, Peter Morén, Björn Yttling                                 | Peter Bjorn and John feat. Victoria Bergsman  | Wichita Records                        | 19. Mai 2006       | Pop                           | Writer’s Block           |                                                                                 |

### Alben
| Album                                              | Interpret                                                      | Label                               | Veröffentlichung   | Genre                                                                   | Weitere Informationen |
| -------------------------------------------------- | -------------------------------------------------------------- | ----------------------------------- | ------------------ | ----------------------------------------------------------------------- | --------------------- |
| 3121                                               | Prince                                                         | NPG Records, Universal Records      | 21. März 2006      | Contemporary R&B, Funk, Pop, Rock, Soul                                 |                       |
| A Matter of Life and Death                         | Iron Maiden                                                    | EMI                                 | 25. August 2006    | Heavy Metal                                                             |                       |
| Attero Dominatus                                   | Sabaton                                                        | Black Lodge Records                 | 26. Juli 2006      | Heavy Metal                                                             |                       |
| Back to Black                                      | Amy Winehouse                                                  | Island Records                      | 27. Oktober 2006   | Soul, R&B, Pop                                                          |                       |
| Begegnungen – Eine Allianz für Kinder              | Peter Maffay                                                   | Ariola                              | 29. September 2006 | Pop-Rock                                                                |                       |
| Christ Illusion                                    | Slayer                                                         | American Recordings                 | 8. August 2006     | Thrash Metal                                                            |                       |
| Dante XXI                                          | Sepultura                                                      | Steamhammer/SPV                     | 13. März 2006      | Groove Metal, Thrash Metal                                              |                       |
| FutureSex/LoveSounds                               | Justin Timberlake                                              | Jive Records                        | 8. September 2006  | Pop, Contemporary R&B                                                   |                       |
| Ghetto Calypso                                     | Marco Eneidi, Peter Kowald, Damon Smith und Spirit             | Not Two Records                     | 2006               | Jazz                                                                    |                       |
| Grazie                                             | Gianna Nannini                                                 | Universal Music Group               | 27. Januar 2006    | Rock                                                                    |                       |
| Joko                                               | Sylvain Luc                                                    | Dreyfus Jazz                        | 2006               | Jazz                                                                    |                       |
| Kiss of Death                                      | Motörhead                                                      | SPV                                 | 29. August 2006    | Hard Rock, Heavy Metal                                                  |                       |
| Last Chance to Make Amends                         | Ice Nine Kills                                                 | Selbstveröffentlichung              | 20. April 2006     | Alternative Rock, Pop-Punk, Ska-Punk                                    | Debütalbum            |
| Live in Puget-Ville                                | Malcolm Goldstein und Barre Phillips                           | Bab-Ili                             | 2006               | Neue Improvisationsmusik                                                |                       |
| Loose                                              | Nelly Furtado                                                  | Geffen Records                      | 7. Juni 2006       | Contemporary R&B, Pop                                                   |                       |
| New Horse for the White House                      | Territory-5                                                    | Okka Disk                           | 2006               | Jazz                                                                    |                       |
| Non-Cognitive Aspects of the City: Live at Iridium | Art Ensemble of Chicago                                        | Pi Recordings                       | 2006               | Jazz                                                                    |                       |
| Seven                                              | Ken Vandermark und Paal Nilssen-Love                           | Smalltown Superjazz                 | 31. Oktober 2006   | Neue Improvisationsmusik                                                |                       |
| Sketches from the Other Side, for A. I.            | Herb Robertson and the Space Cadets                            | Ruby Flower Records                 | 2006               | Jazz, Neue Improvisationsmusik                                          |                       |
| Smear Campaignd                                    | Napalm Death                                                   | Century Media                       | 15. September 2006 | Grindcore, Death Metal                                                  |                       |
| Sodom                                              | Sodom                                                          | Steamhammer/SPV                     | 21. April 2006     | Thrash Metal                                                            |                       |
| Stadium Arcadium                                   | Red Hot Chili Peppers                                          | Warner Music Group                  | 5. Mai 2006        | Alternative Rock                                                        |                       |
| The Black Parade                                   | My Chemical Romance                                            | Reprise Records                     | 23. Oktober 2006   | Alternative Rock, Progressive Rock, Hard Rock, Punkrock, Symphonic Rock |                       |
| The Moat Recordings                                | Joseph Holbrooke Trio (Derek Bailey, Gavin Bryars, Tony Oxley) | Tzadik                              | 21. März 2006      | Neue Improvisationsmusik                                                |                       |
| Tomb of the Ancient King                           | Wormphlegm                                                     | Paniac Records                      | Juli 2006          | Funeral Doom, Torture Doom                                              |                       |
| Two Is One                                         | Howard Riley                                                   | Emanem                              | 2006               | Jazz, Neue Improvisationsmusik                                          |                       |
| Ultimate                                           | Prince                                                         | Rhino Records, Warner Bros. Records | 21. August 2006    | R&B, Elektronische Tanzmusik, Funk, Hip-Hop, Pop                        | Kompilation           |
| Völkerball                                         | Rammstein                                                      | Universal Music                     | 17. November 2006  | Neue Deutsche Härte                                                     | Livealbum             |
| Weiblich, Ledig, 40                                | Ina Müller                                                     | 105music                            | 13. Oktober 2006   | Chanson, Rock, Pop                                                      |                       |
| Weit weg                                           | Clueso                                                         | Four Music                          | 19. Mai 2006       | Pop                                                                     |                       |
| With Oden on Our Side                              | Amon Amarth                                                    | Metal Blade Records                 | 22. September 2006 | Melodic Death Metal                                                     |                       |
| You Have to Win Zweikampf                          | Sportfreunde Stiller                                           | Vertigo Records, Universal          | 19. Mai 2006       | Alternative, Indie-Pop                                                  |                       |

## Geboren

### Januar bis Juni
- 09. Januar: Sarah Toscano, italienische Popsängerin
- 24. Februar: Maroox, deutscher DJ und Musikproduzent
- 10. März: Kyle Alessandro, norwegischer Sänger
- 28. April: Kiawentiio, kanadische Schauspielerin und Sängerin
- 25. Juni: Mckenna Grace, US-amerikanische Schauspielerin, Synchronsprecherin und Sängerin

### Juli bis Dezember
- 23. Oktober: Victor Vernicos, griechisch-dänischer Sänger und Songwriter
- 05. Dezember: Silia Kapsis, australische Sängerin
- 05. Dezember: Ava Kolker, US-amerikanische Schauspielerin, Synchronsprecherin und Sängerin

## Gestorben

### Januar
- 01. Januar: Heinz Schreiter, deutscher Komponist und Maler (* 1915)
- 01. Januar: Zlata Tcaci, sowjetische und moldauische Komponistin und Hochschullehrerin (* 1928)
- 02. Januar: Rudolf Weishappel, österreichischer Journalist und Komponist (* 1921)
- 03. Januar: Arturo Sergi, US-amerikanischer Opernsänger (Tenor) (* 1925)
- 04. Januar: Gretl Schörg, österreichische Operettensängerin und Schauspielerin (* 1914)
- 04. Januar: Maria de Lourdes Pereira dos Santos Van-Dúnem, angolanische Sängerin (* 1935)
- 04. Januar: Bob Weinstock, US-amerikanischer Plattenproduzent und Labelgründer (* 1928)
- 05. Januar: Alex St. Clair, US-amerikanischer Gitarrist (* 1941)
- 05. Januar: Karl Fian, österreichischer Jazz- und Rocktrompeter (* 1960)
- 05. Januar: Bill Lynn, kolumbianischer Schlagzeuger (* 1933)
- 06. Januar: Lou Rawls, US-amerikanischer Jazz- und Soulsänger (* 1933)
- 08. Januar: Juri Bukow, bulgarischer Pianist (* 1923)
- 10. Januar: Horst Bonnet, deutscher Musiktheater- und Filmregisseur (* 1931)
- 10. Januar: Elliot Forbes, US-amerikanischer Musikwissenschaftler (* 1917)
- 10. Januar: Richard Sennels, dänischer Organist und Komponist (* 1912)
- 11. Januar: Ruth Bodenstein-Hoyme, deutsche Komponistin und Klavierpädagogin (* 1924)
- 11. Januar: Jesse Cryor, US-amerikanischer Blues- und Jazzsänger und Songwriter (* 1906)
- 11. Januar: Mark Spoon, deutscher Musikproduzent und DJ (* 1966)
- 12. Januar: Takehiro Honda, japanischer Jazzpianist und Keyboarder (* 1945)
- 12. Januar: Meinrad Schütter, Schweizer Komponist (* 1910)
- 18. Januar: Östen Warnerbring, schwedischer Sänger und Komponist (* 1934)
- 19. Januar: Thomas Christian David, österreichischer Komponist, Dirigent, Chorleiter und Flötist (* 1925)
- 19. Januar: Wilson Pickett, US-amerikanischer Soul-Sänger (* 1941)
- 20. Januar: David Hellman, schwedischer Rocksänger (* 1981)
- 20. Januar: Karl-Christian Kohn, deutscher Opernsänger (Bass) (* 1928)
- 20. Januar: Walter Uhlig, deutscher Opernsänger (Tenor) (* 1925)
- 21. Januar: Liz Diamond, US-amerikanische Jazzsängerin und -gitarristin (* 1927)
- 22. Januar: Sherman Ferguson, US-amerikanischer Jazzmusiker (Schlagzeug, Perkussion, Marimba) und Musikpädagoge (* 1944)
- 22. Januar: Rick van der Linden, niederländischer Komponist und Keyboarder (* 1946)
- 24. Januar: Fayard Nicholas, US-amerikanischer Tänzer, Sänger und Schauspieler (* 1914)
- 27. Januar: Ernst Arfken, deutscher Kirchenmusiker und evangelisch-lutherischer Theologe (* 1925)
- 27. Januar: Larry Dowd, US-amerikanischer Rockabilly-Musiker (* 1940)
- 27. Januar: Jan Frank Fischer, tschechischer Komponist, Musikwissenschaftler, Schriftsteller und Übersetzer (* 1921)
- 27. Januar: Roger Hannay, US-amerikanischer Komponist und Musikpädagoge (* 1930)
- 27. Januar: Gene McFadden, US-amerikanischer Sänger, Songwriter und Produzent (* 1948)
- 28. Januar: Brent Dowe, jamaikanischer Musiker und Sänger (* 1946)
- 28. Januar: Herta Glaz, US-amerikanische Opernsängerin (Kontra-Alt) (* 1910)
- 28. Januar: Niels Richard Hansen, dänischer Arzt und Jazzmusiker (Banjo) (* 1933)
- 28. Januar: Heinrich Schüchner, deutscher Violoncellist und Musikpädagoge (* 1908)
- 29. Januar: Ludovic Spiess, rumänischer Opernsänger (Tenor) und Politiker (* 1938)
- 31. Januar: Thomas Roberts, US-amerikanischer Gitarrist und Songwriter (* 1958)
- 31. Januar: Jason Sears, US-amerikanischer Punksänger (* 1968)

### Februar
- 01. Februar: Horacio Buscaglia, uruguayischer Musiker, Schauspieler, Theaterregisseur, Dichter, Journalist und Publizist (* 1944)
- 01. Februar: Andreas Leifeld, deutscher Elektronik-Musiker und Videokünstler (* unbekannt)
- 03. Februar: Tilo Medek, deutscher Komponist und Musikverleger (* 1940)
- 03. Februar: Romano Mussolini, italienischer Jazz-Pianist und Künstler (* 1927)
- 04. Februar: Bob van Oven, niederländischer Jazzmusiker (Kontrabassist, Orchesterleiter) (* 1923)
- 06. Februar: Mary Henderson, kanadische Sängerin (Sopran) und Gesangspädagogin (* 1912)
- 07. Februar: Elton Dean, britischer Jazzmusiker (Saxophon, Saxello und Piano) (* 1945)
- 07. Februar: Jack Montrose, US-amerikanischer Tenorsaxophonist und Arrangeur (* 1928)
- 07. Februar: Hugh Thompson, US-amerikanischer Operntenor (* 1915)
- 08. Februar: Ifukube Akira, japanischer Komponist (* 1914)
- 08. Februar: Mart Kenney, kanadischer Musiker (* 1910)
- 08. Februar: Fritz Leitermeyer, österreichischer Komponist und Violinist (* 1925)
- 08. Februar: Amand Schwantge, deutscher Hornist und Musikpädagoge (* 1933)
- 09. Februar: Charles K. Wolfe, US-amerikanischer Schriftsteller und Musikhistoriker (* 1944)
- 10. Februar: J Dilla, US-amerikanischer Hip-Hop-Musiker und Produzent (* 1974)
- 11. Februar: Roberta Como, US-amerikanische Jazzmusikerin (Piano, Akkordeon, Vibraphon) und Arrangeurin (* um 1922)
- 11. Februar: Del Courtnay, US-amerikanischer Bandleader (* 1910)
- 11. Februar: Jockey Shabalala, südafrikanischer Sänger (* 1944)
- 12. Februar: Henri Guédon, französischer Zoukmusiker (Gesang, Perkussion, Komposition) und bildender Künstler (* 1944)
- 14. Februar: Darry Cowl, französischer Schauspieler, Komödiant und Musiker (* 1925)
- 14. Februar: Shoshana Damari, israelische Sängerin (* 1923)
- 14. Februar: Lynden David Hall, britischer Sänger und Songwriter (* 1974)
- 14. Februar: Benjamin Matthews, US-amerikanischer Opernsänger (Bassbariton) (* 1933)
- 14. Februar: Putte Wickman, schwedischer Jazzklarinettist (* 1924)
- 15. Februar: Anna Marly, französische Sängerin und Songschreiberin (* 1917)
- 15. Februar: Andrei Pawlowitsch Petrow, russischer Komponist (* 1930)
- 17. Februar: Ray Barretto, US-amerikanischer Jazzperkussionist (* 1929)
- 17. Februar: William Cowsill, US-amerikanischer Musiker und Leadsänger (* 1948)
- 17. Februar: Pearl Palmason, kanadische Geigerin (* 1915)
- 21. Februar: Rolf Reinhardt, deutscher Pianist, Dirigent und Hochschullehrer (* 1927)
- 22. Februar: Anthony Burger, US-amerikanischer Pianist (* 1961)
- 22. Februar: Frank Hirsch, deutscher Dirigent, Musikpädagoge und Präsident des Chorverbandes Sachsen (* 1939)
- 24. Februar: Irakli Tscharkwiani, georgischer Musiker, Poet und Prosaautor (* 1961)
- 25. Februar: Micheline Tessier, kanadische Opernsängerin (Sopran) und Gesangspädagogin (* 1932)
- 26. Februar: Juri Nikolajewitsch Kornakow, sowjetischer und russischer Komponist, Pianist und Musikpädagoge (* 1938)
- 27. Februar: Milton Katims, US-amerikanischer Dirigent und Bratschist (* 1909)
- 27. Februar: Pierre Nérini, französischer Geiger und Professor (* 1915)
- 28. Februar: Napoleón Dihmes, dominikanischer Opernsänger (Tenor) (* 1928)
- 28. Februar: Irv Kluger, US-amerikanischer Schlagzeuger und Vibraphonist (* 1921)

### März
- 01. März: Don Willis, US-amerikanischer Rockabilly-Musiker (* 1933)
- 02. März: Willie Kent, US-amerikanischer Bluessänger, Bassist und Songwriter (* 1936)
- 03. März: Ivor Cutler, britischer Dichter, Songwriter und Komiker (* 1923)
- 03. März: Charlie Hodge, US-amerikanischer Musiker (* 1934)
- 06. März: Lilly Dymont, deutsch-amerikanische Pianistin und Musikpädagogin (* 1911)
- 06. März: King Floyd, US-amerikanischer Soulsänger und Songwriter (* 1945)
- 06. März: Dana Reeve, US-amerikanische Schauspielerin und Sängerin (* 1961)
- 07. März: Walter Holy, deutscher Trompeter (* 1921)
- 07. März: Jens-Peter Ostendorf, deutscher Komponist (* 1944)
- 07. März: Ken Sykora, britischer Jazzgitarrist und Hörfunkmoderator (* 1923)
- 07. März: Ali Farka Touré, malischer Musiker (* 1939)
- 08. März: Carlo Hommel, luxemburgischer Organist (* 1953)
- 08. März: Raphe Malik, US-amerikanischer Free-Jazz-Trompeter (* 1948)
- 09. März: Hanka Bielicka, polnische Sängerin, Schauspielerin und Kabarettistin (* 1915)
- 09. März: Henrik Johansson, schwedischer Gitarrist (* 1978)
- 09. März: Anna Moffo, US-amerikanische Opernsängerin (Sopran) und Schauspielerin (* 1932)
- 09. März: Wolfram Steude, deutscher Musikwissenschaftler und Musiker (* 1931)
- 09. März: Laura Stoica, rumänische Sängerin (* 1967)
- 13. März: Larry Rice, US-amerikanischer Bluegrass-Musiker (* 1949)
- 14. März: Georg Völker, deutscher Opernsänger (Bariton) (* 1923)
- 16. März: Stephan Foremny, deutscher Musiker, Komponist, Chorleiter und Hochschullehrer (* 1931)
- 16. März: Susi Lanner, österreichisch-US-amerikanische Schauspielerin (* 1911)
- 17. März: Lumumba Carson, US-amerikanischer Rapmusiker (* 1956)
- 17. März: Narvin Kimball, US-amerikanischer Jazzmusiker (* 1910)
- 19. März: Radu Aldulescu, rumänischer Cellist und Musikpädagoge (* 1922)
- 19. März: Zdeněk Matouš, tschechischer Schauspieler und Sänger (* 1931)
- 20. März: Anselmo Colzani, italienischer Opernsänger (Bariton) (* 1918)
- 22. März: Pío Leyva, kubanischer Musiker (* 1917)
- 23. März: Sarah Caldwell, US-amerikanische Opern-Dirigentin und Opernleiterin (* 1924)
- 23. März: Cindy Walker, US-amerikanische Countrymusikerin, Sängerin und Songschreiberin (* 1918)
- 24. März: Juan Lockward, dominikanischer Sänger und Komponist (* 1915)
- 25. März: Rocío Dúrcal, spanische Schauspielerin und Sängerin (* 1944)
- 25. März: Buck Owens, US-amerikanischer Country-Musiker und -sänger, Songwriter, Musikmanager (* 1929)
- 26. März: Nikki Sudden, englischer Musiker, Sänger, Gitarrist, Produzent und Singer-Songwriter (* 1956)
- 27. März: Peter Wells, australischen Hard-Rock-Musiker (* 1946)
- 27. März: Don Alias, US-amerikanischer Jazz-Schlagzeuger und Perkussionist (* 1939)
- 29. März: Werner Wolf Glaser, deutsch-dänisch-schwedischer Komponist, Kunsthistoriker, Psychologe und Dirigent (* 1913)
- 30. März: Vladimir Kandel, dänischer Musiker und Schauspieler (* 1930)
- 31. März: Heny Álvarez, puerto-ricanischer Komponist, Perkussionist und Sänger (* 1929)
- 31. März: Jackie McLean, US-amerikanischer Jazzmusiker und Altsaxophonist (* 1931)

### April
- 01. April: Joel Marshall Shumaker, US-amerikanischer Gitarrist (* 1955)
- 01. April: Oscar Treadwell, US-amerikanischer Jazz-Radio-Journalist und Moderator (* 1926)
- 02. April: Bernard „Buddy Blue“ Seigal, US-amerikanischer Musiker (* 1957)
- 03. April: Martin Gilks, britischer Musiker (* 1965)
- 05. April: Gene Pitney, US-amerikanischer Sänger und Songschreiber (* 1940)
- 06. April: Augustyn Bloch, polnischer Komponist und Organist (* 1929)
- 07. April: Vinzenz Maria Demetz, Südtiroler Tenor und Komponist (* 1912)
- 08. April: Rafael Masella, kanadischer Klarinettist, Musikpädagoge und Komponist (* 1922)
- 08. April: Wolfgang Pasquay, deutscher Pianist, Komponist und Musikpädagoge (* 1931)
- 08. April: Yordi Ramiro, mexikanischer Tenor (* 1942)
- 09. April: Robin Orr, schottischer Komponist (* 1909)
- 09. April: Gordon Terry, US-amerikanischer Country-Musiker (* 1931)
- 09. April: Natalja Leonidowna Troizkaja, russische Opernsängerin (Sopran) (* 1951)
- 11. April: June Pointer, US-amerikanische Sängerin (* 1953)
- 11. April: Proof, US-amerikanischer Rapper (* 1973)
- 15. April: Klaus-Dieter Mücksch, deutscher Kirchenmusiker (* 1935)
- 16. April: Hans Peter Haller, deutscher Komponist (* 1929)
- 16. April: Schnuckenack Reinhardt, deutscher Jazzmusiker (Geiger), Komponist und Interpret (* 1921)
- 18. April: Gerhard Berge, deutscher Pianist (* 1926)
- 18. April: John Burch, britischer Jazz- und R&B-Musiker (Piano, Komposition) (* 1932)
- 19. April: Frank Forster, deutscher Sänger, Schauspieler und Maler (* 1931)
- 19. April: Manuel Sánchez Acosta, dominikanischer Arzt und Komponist (* 1914)
- 21. April: Elke Rieckhoff, deutsche Schauspielerin, Balletttänzerin, Choreografin und Sängerin (* 1941)
- 23. April: Phil Walden, US-amerikanischer Musikmanager und Musiklabelgründer (* 1940)
- 23. April: Erik Bergman, finnischer Komponist (* 1911)
- 23. April: Bonnie Owens, US-amerikanische Country-Sängerin (* 1929)
- 26. April: Daniel McKenna, US-amerikanischer Gitarrist (* 1952)
- 26. April: Helen Colijn, niederländische Publizistin und japanische Kriegsgefangene, die die in den Internierungslagern entstandene Musik weltweit bekannt machte (* 1920)
- 26. April: Hermann Oettl, österreichischer Orgelbauer (* 1932)
- 28. April: Jan Koetsier, niederländischer Dirigent und Komponist (* 1911)
- 28. April: Ben-Zion Orgad, israelischer Komponist (* 1926)

### Mai
- 01. Mai: Big Hawk, US-amerikanischer Rapper (* 1969)
- 01. Mai: John Brack, Schweizer Country- und Gospel-Sänger (* 1950)
- 01. Mai: Rauno Lehtinen, finnischer Komponist (* 1932)
- 01. Mai: Johnny Paris, US-amerikanischer Musiker (* 1940)
- 02. Mai: Eddie Tickner, US-amerikanischer Musikproduzent, Verleger und Manager (* 1927)
- 03. Mai: Siegfried Fink, deutscher Schlagzeuger und Komponist (* 1928)
- 03. Mai: Lars-Erik Jonsson, schwedischer Opernsänger (Tenor) (* 1959)
- 05. Mai: Štěpán Lucký, tschechoslowakischer Komponist und Musikwissenschaftler (* 1919)
- 05. Mai: Naushad Ali, indischer Filmmusikkomponist (* 1919)
- 06. Mai: Grant McLennan, australischer Gitarrist, Bassist, Sänger und Songwriter (* 1958)
- 07. Mai: Steve Bender, deutscher Sänger, Komponist, Texter und Musikproduzent (* 1946)
- 07. Mai: Hans-Jürgen Bock, deutscher Jazzpianist (* 1939)
- 09. Mai: Karl Bette, deutscher Filmkomponist und Komponist von Unterhaltungsmusik (* 1916)
- 09. Mai: Harri Hyttinen, finnischer Schauspieler und Musiker (* 1952)
- 10. Mai: John Hicks, US-amerikanischer Jazz-Pianist (* 1941)
- 10. Mai: Soraya, kolumbianisch-US-amerikanische Songwriterin, Sängerin und Musikerin (* 1969)
- 11. Mai: Yossi Banai, israelischer Chansonnier, Schauspieler und Schriftsteller (* 1932)
- 11. Mai: Konrad Kittner, deutscher Punk-Musiker (* 1962)
- 13. Mai: Johnnie Wilder, US-amerikanischer Sänger (* 1949)
- 14. Mai: Lew Anderson, US-amerikanischer Clown und Musiker (* 1922)
- 15. Mai: Cheikha Rimitti, algerische Raï-Sängerin (* 1923)
- 16. Mai: Gerhard Hämmerling, deutscher Musikverleger und -produzent, Manager und Liedermacher (* 1926)
- 17. Mai: Cy Feuer, US-amerikanischer Theaterbesitzer, Musikdirektor, Film- und Theaterproduzent (* 1911)
- 17. Mai: Mihály Gubis, ungarischer Musiker, Maler und Bildhauer (* 1948)
- 17. Mai: Long John Wade, US-amerikanischer DJ (* 1940)
- 18. Mai: Pablo Braga, argentinischer Sänger und Gitarrist (* 1974)
- 20. Mai: Archie Drake, US-amerikanischer Opernsänger (* 1925)
- 20. Mai: Josefina Salvador i Segarra, spanisch-valencianische Violinistin und Musikpädagogin (* 1920)
- 21. Mai: Billy Walker, US-amerikanischer Country-Musiker (* 1929)
- 23. Mai: Clifford Antone, US-amerikanischer Bluesclub- und Labelbetreiber (* 1949)
- 23. Mai: Werner Jacob, deutscher Organist, Komponist und Hochschullehrer (* 1938)
- 25. Mai: Desmond Dekker, jamaikanischer Reggae-Komponist und Ska-Sänger (* 1941)
- 25. Mai: Hilmer Staacke, deutscher Gitarrist (* 1968)
- 25. Mai: Otto M. Zykan, österreichischer Komponist, Sprachkünstler und Pianist (* 1935)
- 26. Mai: Cy Coben, US-amerikanischer Songschreiber (* 1919)
- 26. Mai: Vincent McAllister, US-amerikanischer Gitarrist (* 1955)
- 26. Mai: Bruno Pasut, italienischer Komponist, Pianist, Organist, Chorleiter, Dirigent und Musikpädagoge (* 1914)
- 27. Mai: Dieter Acker, deutscher Komponist, Musikpädagoge und Hochschullehrer (* 1940)
- 27. Mai: Dino 7 Cordas, brasilianischer Gitarrist (* 1918)
- 27. Mai: Kenny Poole, US-amerikanischer Jazzgitarrist (* 1947)
- 27. Mai: Hans-Josef Roth, deutscher Organist, Chorleiter und Kirchenmusikdirektor (* 1934)
- 28. Mai: Dezső Legány, ungarischer Komponist, Pianist und Musikwissenschaftler (* 1916)
- 29. Mai: Günther Karpa, deutscher Jazz- und Unterhaltungsmusiker, der auch als Filmkomponist und Musikpädagoge (* 1923)
- 30. Mai: Bobby Harden, US-amerikanischer Countrysänger und Songwriter (* 1936)
- 30. Mai: Fredi Lüscher, Schweizer Jazzpianist und Publizist (* 1943)
- 31. Mai: Lula Mae Hardaway, US-amerikanische Songschreiberin (* 1930)
- 00. Mai: Antonio Morel, dominikanischer Merenguemusiker und -komponist (* 1920)

### Juni
- 01. Juni: Rocío Jurado, spanische Sängerin und Schauspielerin (* 1943)
- 01. Juni: Rudi Werion, deutscher Schlager-, Musical- und Filmkomponist (* 1935)
- 02. Juni: Wilhelmine Bucherer, Schweizer Harfenistin (* 1919)
- 02. Juni: Ronald Cass, britischer Komponist (* 1923)
- 02. Juni: Johnny Grande, US-amerikanischer Musiker (* 1930)
- 02. Juni: Vince Welnick, US-amerikanischer Keyboarder (* 1951)
- 03. Juni: John Blair, US-amerikanischer Jazzgeiger und Sänger (* 1943)
- 04. Juni: Peter Greenwell, britischer Komponist, Arrangeur und Pianist (* 1929)
- 05. Juni: Irène Aïtoff, französische Pianistin (* 1904)
- 06. Juni: Billy Preston, US-amerikanischer Soulmusiker, Sänger, Pianist und Hammond-Orgel-Spieler (* 1946)
- 06. Juni: Hilton Ruiz, US-amerikanischer Jazz-Pianist und Komponist (* 1952)
- 07. Juni: Joseph Dorfman, israelischer Komponist und Musikpädagoge (* 1940)
- 07. Juni: Scott Palmer, US-amerikanischer Musiker (* 1968)
- 07. Juni: Eleonore Zetzsche, deutsche Schauspielerin und Sängerin (* 1919)
- 08. Juni: Leo Janz, kanadischer Evangelist und Sänger (* 1919)
- 08. Juni: Mykola Kolessa, ukrainischer Komponist, Dirigent und Pädagoge (* 1903)
- 09. Juni: Drafi Deutscher, deutscher Sänger, Komponist und Musikproduzent (* 1946)
- 09. Juni: Hanns Petersen, deutscher Opernsänger (Bariton), Musikhochschullehrer und Schlagersänger (* 1927)
- 10. Juni: Louise Garforth-Eisele, Schweizer Bassistin (* 1980)
- 10. Juni: German Goldenshteyn, rumänisch-sowjetischer Klarinettist (* 1934)
- 11. Juni: Rolande Falcinelli, französische Komponistin, Pianistin, Musikpädagogin und Organistin (* 1920)
- 12. Juni: György Ligeti, österreichisch-ungarischer Komponist (* 1923)
- 12. Juni: James Winter, US-amerikanischer Hornist und Professor (* 1919)
- 13. Juni: Freddie Gorman, US-amerikanischer Songschreiber (* 1939)
- 14. Juni: Roland Alexander, US-amerikanischer Musiker (Tenor- und Sopransaxophon, Mundharmonika, Piano) (* 1935)
- 15. Juni: Betty Curtis, italienische Sängerin (* 1936)
- 16. Juni: Vlasta Průchová, tschechische Jazzsängerin (* 1926)
- 17. Juni: Winfried Pesch, deutscher Kirchenmusiker (* 1928)
- 18. Juni: Gică Petrescu, rumänischer Komponist und Schlagersänger (* 1915)
- 18. Juni: Markus Zimmer, deutscher Musiker und Sänger (* 1964)
- 19. Juni: Petar Christoskow, bulgarischer Komponist, Geiger und Musikpädagoge (* 1917)
- 19. Juni: Howard Shanet, US-amerikanischer Dirigent und Komponist (* 1918)
- 20. Juni: Jerome Martin, südafrikanischer Sänger (* 1977)
- 20. Juni: Georg Schmidt-Arzberg, deutscher Musiker und Komponist (* 1920)
- 20. Juni: Tracy Thielen, US-amerikanischer Schauspieler und Musiker (* 1963)
- 20. Juni: Werner Van Cleemput, belgischer Komponist und Musiker (* 1930)
- 20. Juni: Duane Roland, US-amerikanischer Gitarrist (* 1952)
- 22. Juni: Ambrose Campbell, britischer Musiker (Gitarre, Perkussion, Gesang, Bandleader) (* 1919)
- 22. Juni: Hartmut Schmidt, deutscher Kirchenmusiker, Chorleiter und Hochschullehrer (* 1930)
- 23. Juni: Hiroyuki Iwaki, japanischer Dirigent (* 1932)
- 24. Juni: Ígor Medio, spanischer Musiker (* 1972)
- 24. Juni: Carlos Redondo, spanischer Musiker (* 1966)
- 25. Juni: Johnny Jenkins, US-amerikanischer Musiker (* 1939)
- 25. Juni: Arif Mardin, türkischer Musikproduzent (* 1932)
- 26. Juni: Dietrich Unkrodt, deutscher Tubist und Kontrabassist (* 1934)
- 27. Juni: Eileen Barton, US-amerikanische Sängerin und Fernsehmoderatorin (* 1924)
- 27. Juni: Germaine Mounier, französische Pianistin und Musikpädagogin (* 1920)
- 30. Juni: Joyce Hatto, britische Pianistin (* 1928)
- 30. Juni: Ross Tompkins, US-amerikanischer Jazz-Pianist (* 1938)

### Juli
- 01. Juli: Jaye Michael Davis, US-amerikanischer Radio-DJ (* 1943)
- 01. Juli: Willie Denson, US-amerikanischer Songwriter (* 1936)
- 01. Juli: Irving Green, US-amerikanischer Plattenproduzent, Labelgründer und -präsident (* 1916)
- 01. Juli: Israel Kantor, kubanischer Musiker und Sänger (* 1949)
- 01. Juli: Robbie „Rocket“ Watts, australischer Gitarrist (* 1959)
- 03. Juli: Julio Largacha, argentinischer Pianist und Professor für Klavier (* 1950)
- 03. Juli: Lorraine Hunt Lieberson, US-amerikanische Opernsängerin (Mezzosopran) (* 1954)
- 03. Juli: Jack Smith, US-amerikanischer Sänger und Schauspieler (* 1913)
- 04. Juli: Ed Leddy, US-amerikanischer Jazzmusiker (Trompete) (* um 1930)
- 04. Juli: Milton Peláez, dominikanischer Rockmusiker, Komponist und Komiker (* 1945)
- 05. Juli: Don Lusher, britischer Jazzposaunist (* 1923)
- 06. Juli: Dieter Salbert, deutscher Komponist (* 1932)
- 07. Juli: Syd Barrett, britischer Gitarrist, Sänger und Songwriter (* 1946)
- 07. Juli: Angelo Canelli, italienischer Jazzpianist (* 1968)
- 07. Juli: Rudi Carrell, niederländischer Showmaster, Schauspieler und Sänger (* 1934)
- 07. Juli: Eugene Kurtz, US-amerikanischer Komponist und Musikpädagoge (* 1923)
- 07. Juli: Anton de Ridder, niederländischer Opernsänger (* 1929)
- 08. Juli: Sabine Dünser, liechtensteinische Sängerin, Liedtexterin und Musikerin (* 1977)
- 08. Juli: Milan Williams, US-amerikanischer Keyboarder und Songschreiber (* 1948)
- 10. Juli: Tommy Bruce, britischer Sänger (* 1937)
- 10. Juli: Mikesch van Grümmer, deutscher Jazzpianist und -komponist (* 1950)
- 11. Juli: Raymond Micha, belgischer Musikpädagoge, Dirigent und Komponist (* 1910)
- 11. Juli: Bill Miller, US-amerikanischer Musiker und Bandleader (* 1915)
- 11. Juli: Oscar Moro, argentinischer Schlagzeuger und Schauspieler (* 1950)
- 11. Juli: Ruth Schönthal, deutsch-amerikanische Komponistin, Pianistin und Professorin (* 1924)
- 12. Juli: Egon Christmann, deutscher Jazzposaunist und Komponist (* 1932)
- 13. Juli: Birgit Greiner, österreichische Mezzosopranistin (* 1945)
- 13. Juli: Gerhard Jussenhoven, deutscher Jurist, Komponist und Musikverleger (* 1911)
- 13. Juli: Bora Roković, serbischer Jazzmusiker (Piano, Komposition) (* 1925)
- 16. Juli: Günter Geißler, deutscher Schlagersänger (* 1929)
- 16. Juli: Malachi Thompson, US-amerikanischer Jazztrompeter (* 1949)
- 17. Juli: Johnny Blowers, US-amerikanischer Jazzmusiker (Schlagzeug) (* 2011)
- 17. Juli: Sam Myers, US-amerikanischer Blues-Musiker (Gesang, Mundharmonika, Schlagzeug) und Songschreiber (* 1936)
- 19. Juli: Sam Neely, US-amerikanischer Country-Sänger, Songwriter und Produzent (* 1948)
- 21. Juli: Dorothy Greene, US-amerikanische Jazzsängerin (* 1920)
- 21. Juli: Herbie Kalin, US-amerikanischer Musiker (* 1934)
- 21. Juli: Georges Rabol, französischer Pianist und Komponist (* 1938)
- 22. Juli: Dika Newlin, US-amerikanische Komponistin, Musikwissenschaftlerin und -pädagogin (* 1923)
- 23. Juli: Rudi Stieglitz, deutscher Musiker (* 1952)
- 24. Juli: Heinrich Hollreiser, deutscher Dirigent (* 1913)
- 25. Juli: Chen Jinlang, singapurischer Sänger (* 1961)
- 26. Juli: Floyd Dixon, US-amerikanischer R&B-Pianist und Sänger (* 1929)
- 26. Juli: Harry Nicolai, deutscher Jazzmusiker (Piano, Vibraphon, Komposition), Musikproduzent und Hörfunkredakteur (* 1936)
- 26. Juli: Tony Ogden, britischer Musiker (* 1962)
- 29. Juli: Shiv Dayal Batish, indischer Musiker (* 1914)
- 30. Juli: Anthony Galla-Rini, US-amerikanischer Akkordeonspieler (* 1904)
- 31. Juli: Rhené Jaque, kanadische Komponistin und Musikpädagogin (* 1918)
- 00. Juli: Stu Hacohen, israelischer Jazzmusiker (Akkordeon, Piano, Saxophon, Bass), Arrangeur, Komponist und Musikpädagoge (* 1929)

### August
- 01. August: Rufus Harley, US-amerikanischer Jazzmusiker (* 1936)
- 02. August: William J. Ballard, US-amerikanischer Chorleiter, Musikpädagoge und -wissenschaftler (* 1922)
- 03. August: Warren Barker, US-amerikanischer Komponist (* 1923)
- 03. August: Vera Kistler, US-amerikanische Komponistin, Musikpädagogin und Schriftstellerin (* 1929)
- 03. August: Arthur Lee, US-amerikanischer Rockmusiker (* 1945)
- 03. August: Elisabeth Schwarzkopf, deutsch-britische Opern- und Liedsängerin (* 1915)
- 03. August: Richard Barrett, US-amerikanischer Rhythm-and-Blues-Produzent, Songwriter und Dirigent (* 1933)
- 04. August: Carlos García, argentinischer Tangokomponist, Pianist und Orchesterleiter (* 1914)
- 04. August: John Locke, bermudischer Musiker (* 1943)
- 05. August: Adrienne Clostre, französische Komponistin (* 1921)
- 06. August: Hanna Lussnigg, österreichische Sängerin und Schauspielerin (* 1913)
- 06. August: Moacir Santos, brasilianischer Arrangeur, Songwriter, Filmkomponist, Sänger und Saxophonist (* 1926)
- 08. August: Duke Jordan, US-amerikanischer Jazz-Pianist (* 1922)
- 09. August: Miguel Angá Díaz, kubanischer Perkussionist und Congaspieler (* 1961)
- 10. August: Barbara George, US-amerikanische R&B-Sängerin und Komponistin (* 1942)
- 11. August: Charles Barr, US-amerikanischer Bassist (* 1975)
- 11. August: Bruce Carter, US-amerikanischer Schlagzeuger (* 1957)
- 11. August: Juliane Ribke, deutsche Musikpädagogin, Wissenschaftlerin und Professorin (* 1951)
- 12. August: Tony Hicks, britischer Fusion-Schlagzeuger (* 1948)
- 14. August: Johnny Duncan, US-amerikanischer Country-Sänger (* 1938)
- 14. August: Milton Kaye, US-amerikanischer Pianist (* 1909)
- 16. August: Rudolf A. Hartmann, deutscher Opernsänger (Bass/Bariton) (* 1937)
- 16. August: Jon Nödtveidt, schwedischer Musiker und Satanist (* 1975)
- 18. August: Zdeněk Tylšar, tschechischer Hornist und Professor (* 1945)
- 19. August: Joseph Hill, jamaikanischer Sänger, Gitarrist und Songschreiber (* 1949)
- 20. August: Claude Blanchard, kanadischer Schauspieler und Sänger (* 1932)
- 20. August: Kirk MacGeachy, schottischer Musiker (* 1950)
- 20. August: Bismillah Khan, indischen Musiker (* 1916)
- 22. August: Laurențiu Profeta, rumänischer Komponist (* 1925)
- 23. August: Maynard Ferguson, kanadischer Jazz-Trompeter und Flügelhornist (* 1928)
- 23. August: Jacques Wildberger, Schweizer Komponist (* 1922)
- 24. August: Ervin Acél, ungarischer Dirigent (* 1935)
- 24. August: Léopold Simoneau, kanadischer Opern- und Konzertsänger (lyrischer Tenor) (* 1916)
- 24. August: James Tenney, US-amerikanischer Komponist und Musiktheoretiker (* 1934)
- 24. August: Fernanda de Utrera, spanische Flamenco-Sängerin (* 1923)
- 24. August: John Weinzweig, kanadischer Komponist (* 1913)
- 25. August: Bob Minsky, US-amerikanischer Rockmusiker (* 1942)
- 25. August: Toroku Takagi, japanischer Komponist (* 1904)
- 25. August: Heikki Toivanen, finnischer Opernsänger (Bass) (* 1948)
- 26. August: Eoin Hamilton, schottischer Komponist (* 1941)
- 26. August: David Le Vita, amerikanischer Musikwissenschaftler, Pianist und Musikpädagoge (* 1906)
- 27. August: Jesse Pintado, US-amerikanischer Extreme-Metal-Gitarrist (* 1969)
- 28. August: Roger Deegan, kanadischer Musiker (* 1928)
- 28. August: Pip Pyle, englischer Schlagzeuger (* 1950)
- 29. August: Adam Goldstone, US-amerikanischer DJ (* 1969)
- 29. August: Benjamin Rawitz, israelischer Pianist (* 1946)
- 29. August: Jeff Sarli, US-amerikanischer Bassist (* 1958)
- 29. August: Jumpin’ Gene Simmons, US-amerikanischer Country-, Rockabilly- und Rock-’n’-Roll-Musiker (* 1933)
- 30. August: Dušan Martinček, slowakischer Komponist und Musikpädagoge (* 1936)
- 31. August: August Leopolder, deutscher Pianist und Klavierpädagoge (* 1905)
- 00. August: Henri Tallourd, französischer Jazz- und Unterhaltungsmusiker (Posaune, Gesang, Komposition) (* um 1916)

### September
- 01. September: Pierre Monichon, französischer Musikpädagoge und -wissenschaftler, Erfinder des Harmonéon (* 1925)
- 02. September: Tony DeNicola, US-amerikanischer Jazzschlagzeuger und Musikpädagoge (* 1927)
- 02. September: Karl Engel, Schweizer Pianist (* 1923)
- 02. September: Clermont Pépin, kanadischer Komponist, Pianist und Musikpädagoge (* 1926)
- 02. September: Dewey Redman, US-amerikanischer Jazzsaxophonist (* 1931)
- 03. September: Ian Hamer, britischer Jazz-Trompeter (* 1932)
- 03. September: Eva Knardahl, norwegische klassische Pianistin (* 1927)
- 03. September: Michael Tracey White, britischer Schlagzeuger, Gitarrist, Bassist und Keyboarder (* 1967)
- 04. September: Alberto Alberti, italienischer Musikproduzent, Impresario und Manager (* 1931 oder 1932)
- 04. September: Ingrid Bjoner, norwegische Opernsängerin (* 1927)
- 04. September: Moses Khumalo, südafrikanischer Jazzsaxophonist (* 1979)
- 04. September: Heidi Pawellek, deutsche ehemalige Kinderdarstellerin und Schlagersängerin (* 1944)
- 04. September: Astrid Varnay, US-amerikanische Opernsängerin (* 1918)
- 05. September: Hollis Gentry, US-amerikanischer Saxophonist, Musikproduzent und Komponist (* 1954)
- 05. September: Alfred Maultasch, österreichischer Komponist und Klarinettist (* 1914)
- 07. September: Andreas Meyer-Hanno, Opernregisseur, Hochschullehrer und Schwulen-Aktivist (* 1932)
- 07. September: Anny Xhofleer, niederländische Jazzsängerin (* 1913)
- 08. September: Franck Langolff, französischer Musiker und Songwriter (* 1948)
- 09. September: Eddie Sperry, US-amerikanischer Musiker (* unbekannt)
- 10. September: Bennie Smith, US-amerikanischer Gitarrist (* 1933)
- 12. September: Michelle Leclerc, französische Organistin (* 1939)
- 13. September: Peter Tevis, US-amerikanischer Folksänger (* 1937)
- 14. September: Norman Brooks, kanadischer Sänger (* 1928)
- 15. September: Hans Matheis, deutscher Volksmusikant und Komponist (* 1934)
- 16. September: Siegfried Schoenbohm, US-amerikanisch-deutscher Opernregisseur (* 1938)
- 17. September: Al Casey, US-amerikanischer Gitarrist (* 1936)
- 18. September: Horst Karl Hessel, sächsischer Komponist, Organist und Chorleiter (* 1916)
- 19. September: Danny Flores, US-amerikanischer Rock–’n’-Roll-Musiker (* 1929)
- 20. September: Heinz Becker, deutscher Komponist und Musikwissenschaftler (* 1922)
- 20. September: Armin Jordan, Schweizer Dirigent (* 1932)
- 20. September: Jimmy Vass, US-amerikanischer Jazzsaxophonist und Flötist (* 1937)
- 20. September: Don Walser, US-amerikanischer Country-Musiker (* 1934)
- 21. September: Boz Burrell, britischer Musiker (* 1946)
- 21. September: Alfred Mann, deutsch-US-amerikanischer Musikwissenschaftler, Cembalist und Hochschullehrer (* 1917)
- 23. September: Malcolm Arnold, britischer Komponist und Oscar-Preisträger (* 1921)
- 23. September: Etta Baker, US-amerikanische Blues-Sängerin und Gitarristin (* 1913)
- 23. September: Tommy Olivencia, puerto-ricanischer Salsamusiker (* 1938)
- 24. September: Aladár Pege, ungarischer Kontrabassist (* 1939)
- 24. September: Winfried Schlepphorst, deutscher Musikwissenschaftler, Domorganist, Orgeldenkmalpfleger und Professor (* 1937)
- 24. September: Thomas Stewart, US-amerikanischer Opernsänger (Bassbariton) (* 1928)
- 24. September: Henry Townsend, US-amerikanischer Bluessänger, -gitarrist und -pianist (* 1909)
- 28. September: Viktor Kalabis, tschechischer Komponist (* 1923)
- 29. September: Jan Werner Danielsen, norwegischer Sänger (* 1976)
- 29. September: Traugott Timme, deutscher Kirchenmusiker (* 1927)
- 30. September: Georges Barboteu, französischer Hornist und Komponist (* 1924)
- 30. September: Josh Graves, US-amerikanischer Gitarrist (* 1927)

### Oktober
- 05. Oktober: Kirill Raudsepp, estnischer Dirigent (* 1915)
- 05. Oktober: Thomas Stöwsand, deutscher Jazzmusiker (Cello, Fagott, Flöte) und -produzent sowie Konzertagent (* 1947)
- 06. Oktober: Claude Luter, französischer Swing-Bandleader, Saxophonist (Sopran) und Klarinettist (* 1923)
- 07. Oktober: Abraham Afewerki, eritreischer Sänger, Songwriter und Produzent (* 1966)
- 08. Oktober: Irv Manning, US-amerikanischer Jazzmusiker (Kontrabass, Tuba) (* 1917 oder 1918)
- 09. Oktober: Marek Grechuta, polnischer Sänger, Dichter, Komponist und Maler sowie Architekt (* 1945)
- 09. Oktober: Bernard Primeau, franko-kanadischer Jazz-Schlagzeuger und Bandleader (* 1939)
- 09. Oktober: Klaus Renft, deutscher Musiker und Bandleader (* 1942)
- 09. Oktober: Rosanna Tavares, brasilianische Sängerin, Perkussionistin und Gitarristin (* 1961)
- 10. Oktober: Norsehah Abu Bakar, malaysische Sängerin (* 1962)
- 10. Oktober: Ed Summerlin, US-amerikanischer Jazzmusiker (Tenorsaxophon, Klarinette, Synthesizer), Komponist und Musikpädagoge (* 1928)
- 11. Oktober: Asat Abbassow, sowjetisch-tatarischer Opernsänger (Tenor) (* 1925)
- 12. Oktober: Douk Saga, ivorischer Sänger (* 1974)
- 13. Oktober: José Vargas "El Mono", spanischer Flamenco-Sänger (* 1946)
- 14. Oktober: Jared Anderson, US-amerikanischer Bassist (* 1974)
- 14. Oktober: Freddy Fender, US-amerikanischer Country-Sänger (* 1937)
- 14. Oktober: Soni Pabla, indisch-kanadischer Sänger (* 1976)
- 14. Oktober: Alfred Hans Zoller, deutscher Komponist, Jazzpianist, Kantor und Organist (* 1928)
- 18. Oktober: Dan Ditella, US-amerikanischer Schlagzeuger (* unbekannt)
- 18. Oktober: Snooky Pryor, afroamerikanischer Blues-Sänger und Mundharmonikaspieler (* 1921)
- 18. Oktober: Anna Russell, englische Sängerin und Komödiantin/Parodistin (* 1911)
- 20. Oktober: Frank Vicari, US-amerikanischer Jazzmusiker (Saxophon, Klarinette, Flöte) (* 1931)
- 21. Oktober: Malcolm Arnold, britischer Komponist und Oscar-Preisträger (* 1921)
- 21. Oktober: Sandy West, US-amerikanische Sängerin, Songwriterin und Schlagzeugerin (* 1959)
- 22. Oktober: Gerald Cook, US-amerikanischer Jazz- und Bluesmusiker (Piano, Arrangement) (* 1920 oder 1921)
- 23. Oktober: Leonid Hambro, US-amerikanischer Pianist (* 1920)
- 23. Oktober: Bruno Lauzi, italienischer Cantautore (Liedermacher), Songwriter, Kabarettist, Dichter und Schriftsteller (* 1937)
- 23. Oktober: Lebo Mathosa, südafrikanische Kwaito-Sängerin (* 1977)
- 23. Oktober: Emmanuel Soudieux, französischer Jazz-Bassist (* 1919)
- 26. Oktober: Rogério Duprat, brasilianischer Komponist (* 1932)
- 26. Oktober: Hanna Fahlbusch-Wald, österreichische Opernsängerin (Mezzosopran) und Wagner-Interpretin (* 1948)
- 26. Oktober: Marcelo Koc, argentinischer Komponist (* 1918)
- 27. Oktober: József Gregor, ungarischer Opernsänger (* 1940)
- 29. Oktober: Marijohn Wilkin, US-amerikanische Songautorin (* 1920)
- 29. Oktober: Joe Lutcher, US-amerikanischer R&B-Sänger, Alt-Saxophonist und Bandleader (* 1919)
- 30. Oktober: Ian Rilen, australischer Bassist (* 1947)
- 31. Oktober: John Wyre, kanadischer Perkussionist, Komponist und Musikpädagoge (* 1941)

### November
- 01. November: Jason DiEmilio, US-amerikanischer Gitarrist (* 1970)
- 01. November: Henk van Lijnschooten, niederländischer Komponist und Dirigent (* 1928)
- 01. November: Silvio Varviso, Schweizer Dirigent (* 1924)
- 03. November: Paul Mauriat, französischer Orchesterleiter und Komponist (* 1925)
- 03. November: Malachi Ritscher, US-amerikanischer Menschenrechtler, Musiker und Soundingenieur (* 1954)
- 04. November: Brian Brolly, US-amerikanischer Musikproduzent (* 1936)
- 07. November: Aram Asatryan, armenischer Popsänger und Songwriter (* 1953)
- 07. November: Gerhard Baumann, deutscher Militärmusiker und Dirigent (* 1921)
- 07. November: Woldemar Nelsson, russischer Dirigent (* 1938)
- 08. November: Iosif Conta, rumänischer Dirigent (* 1924)
- 08. November: Franz Xaver Gardeweg, deutscher Kirchenmusiker, Komponist und Dirigent (* 1944)
- 08. November: Basil Poledouris US-amerikanischer Filmkomponist (* 1945)
- 08. November: Elmar Wolf, deutscher Blasmusiker, Komponist, Orchesterchef, Musikverleger und Produzent (* 1939)
- 09. November: David Thaw, US-amerikanischer Sänger (* 1928)
- 10. November: Gerald Levert, US-amerikanischer R&B-Sänger (* 1966)
- 11. November: Klaus Engler, deutscher Musikwissenschaftler, Bibliothekar und Hochschullehrer (* 1934)
- 12. November: Rudy Gaddis, US-amerikanischer Country-Musiker (* 1926)
- 12. November: Jabu Khanyile, südafrikanischer Musiker (* 1957)
- 12. November: Mario Merola, neapolitanischer Sänger und Schauspieler (* 1934)
- 12. November: Karl-Ernst Sasse, deutscher Komponist und Dirigent (* 1923)
- 14. November: Bob Bruce Ashton, US-amerikanischer Komponist und Musikpädagoge (* 1921)
- 16. November: Doug Harrington, US-amerikanischer Musiker (* 1966)
- 16. November: John Veale, britischer Komponist und Journalist (* 1922)
- 17. November: Ruth Brown, US-amerikanische Rhythm-’n’-Blues-Sängerin (* 1928)
- 17. November: Egon Karter, tschechisch-schweizerischer Schauspieler, Operettensänger und Theaterintendant (* 1911)
- 20. November: Dirk Dirksen, US-amerikanischer Musikpromoter und MC (* 1937)
- 20. November: Reinhold Dolin, deutsch-österreichischer Violinist (* 1938)
- 21. November: René Gerber, Schweizer Komponist (* 1908)
- 21. November: Ursula Günther, deutsche Musikwissenschaftlerin (* 1927)
- 21. November: Dora Komar, österreichische Tänzerin, Filmschauspielerin und Opernsängerin (Sopran) (* 1914)
- 21. November: Robert Lockwood junior, US-amerikanischer Blues-Gitarrist und Sänger (* 1915)
- 21. November: Věroslav Neumann, tschechischer Komponist und Musikpädagoge (* 1931)
- 22. November: John Allan Cameron, kanadischer Musiker und Sänger (* 1938)
- 23. November: Anita O’Day, US-amerikanische Jazzsängerin (* 1919)
- 24. November: Walter Booker, US-amerikanischer Jazz-Bassist (* 1933)
- 24. November: Juice Leskinen, finnischen Folk- und Popmusiker, Liedermacher, Komponist, Dichter, Schriftsteller und Reporter (* 1950)
- 25. November: Bobby Byrne, US-amerikanischer Posaunist und Bigband-Leader (* 1918)
- 25. November: Valentín Elizalde, mexikanischer Narcocorrido-Sänger (* 1979)
- 26. November: Robert Ferguson, US-amerikanischer Blues-Sänger und -Pianist (* 1928)
- 26. November: G. Varalakshmi, indische Schauspielerin, Sängerin und Filmproduzentin (* 1926)
- 27. November: Don Butterfield, US-amerikanischer Jazzmusiker (Tuba, Komposition) und Musikverleger (* 1923)
- 27. November: Paul Ernst Ruppel, deutscher Komponist, Kantor und Chorleiter (* 1913)
- 29. November: Elisabeth Steiner, deutsche Opern- und Liedersängerin (Mezzosopran) (* 1935)
- 30. November: Alberto Madrid, spanischer Schlagzeuger (* 1971)
- 30. November: Shirley Walker, US-amerikanische Komponistin, Dirigentin, Pianistin und Produzentin (* 1945)

### Dezember
- 02. Dezember: Mariska Veres, niederländische Sängerin (* 1947)
- 03. Dezember: Logan Whitehurst, US-amerikanischer Schlagzeuger und Sänger (* 1977)
- 04. Dezember: Dave Black, US-amerikanischer Jazzschlagzeuger (* 1928)
- 05. Dezember: Marshall Sehorn, US-amerikanischer Musiker (* 1934)
- 06. Dezember: Darren Brown, britischer Musiker (* 1962)
- 07. Dezember: Jay McShann, US-amerikanischer Blues- und Swing-Pianist, Bandleader und Sänger (* 1916)
- 08. Dezember: Hans-Stephan Martin, deutscher Kirchenmusiker (* 1967)
- 08. Dezember: Heinrich Riethmüller, deutscher Musiker, Komponist und Synchronregisseur (* 1921)
- 08. Dezember: Martha Tilton, US-amerikanische Swing-Sängerin (* 1915)
- 09. Dezember: Georgia Gibbs, US-amerikanische Pop- und Jazzsängerin (* 1919)
- 09. Dezember: Fred Marsden, britischer Schlagzeuger (* 1940)
- 10. Dezember: Anouk Nicklisch, deutsche Opernregisseurin (* 1958)
- 11. Dezember: Reginald Dehoff, deutscher Schauspieler, Regisseur, Brett’l-Sänger (* 1947)
- 11. Dezember: Georg Feder, deutscher Musikwissenschaftler und -philologe (* 1927)
- 11. Dezember: Homer Ledford, US-amerikanischer Bluegrass-Musiker (* 1927)
- 12. Dezember: Belina, polnisch-deutsch-französische Sängerin (* 1925)
- 12. Dezember: Kenny Davern, US-amerikanischer Jazzklarinettist und -saxophonist (Sopran) (* 1935)
- 12. Dezember: Oscar Klein, österreichischer Jazzmusiker (* 1930)
- 13. Dezember: Homesick James, US-amerikanischer Blues-Musiker (* 1910)
- 14. Dezember: Chaya Arbel, israelische Komponistin (* 1921)
- 14. Dezember: Pupo De Luca, italienischer Schauspieler, Drehbuchautor und Jazzmusiker (Schlagzeug) (* 1926)
- 14. Dezember: Ahmet Ertegün, türkisch-US-amerikanischer Musikproduzent und Gründer von Atlantic Records (* 1923)
- 14. Dezember: Otmar Mácha, tschechischer Komponist (* 1922)
- 14. Dezember: Frédéric Schlick, französischer Jazzakkordeonist (* 1935)
- 14. Dezember: Sivuca, brasilianischer Multiinstrumentalist, Akkordeonspieler, Komponist, Arrangeur für Orchester und Sänger (* 1930)
- 16. Dezember: Goce Nikolovski, mazedonischer Sänger (* 1947)
- 16. Dezember: Pnina Salzman, israelische Pianistin (* 1922)
- 17. Dezember: Denis Payton, englischer Saxofonist (* 1943)
- 17. Dezember: Michel Pilet, Schweizer Manager und Jazzmusiker (Tenor- und Sopransaxophon, Klarinette, Piano) (* 1931)
- 18. Dezember: Henry Meyer, deutsch-US-amerikanischer Violinist (* 1923)
- 18. Dezember: Daniel Pinkham, US-amerikanischer Komponist (* 1923)
- 19. Dezember: Danuta Rinn, polnische Sängerin und Schauspielerin (* 1936)
- 22. Dezember: Al Duffy, US-amerikanischer Jazzgeiger (* 1906)
- 22. Dezember: Dennis Linde, US-amerikanischer Countrysongschreiber (* 1943)
- 22. Dezember: Galina Iwanowna Ustwolskaja, russische Komponistin (* 1919)
- 22. Dezember: Manuela Wiesler, österreichische Flötistin (* 1955)
- 23. Dezember: Carl Blaze, US-amerikanischer DJ (* 1976)
- 23. Dezember: Myriam von Schrebler, chilenische Sängerin (* 1930)
- 23. Dezember: Ihor Sonewytskyj, ukrainischer Komponist, Dirigent und Musikwissenschaftler (* 1926)
- 24. Dezember: Carlos Alberto Ferreira Braga, brasilianischer Liedermacher und Sänger (* 1907)
- 24. Dezember: Kenneth Sivertsen, norwegischer Gitarrist, Liedermacher, Jazzsänger, Komponist und Humorist (* 1961)
- 25. Dezember: James Brown, US-amerikanischer Musiker, Sänger sowie Bandleader und Musikproduzent (* 1933)
- 26. Dezember: Pierre Delanoë, französischer Chansontexter (* 1918)
- 27. Dezember: Dhora Leka, albanische Komponistin, Partisanin und politische Gefangene (* 1923)
- 28. Dezember: Abe Kōmei, japanischer Komponist, Musikpädagoge, Dirigent und Violoncellist (* 1911)
- 28. Dezember: Gracie Cole, britische Jazz- und Unterhaltungsmusikerin (Trompete) (* 1924)
- 28. Dezember: Nick Liebmann, Schweizer Jazzmusiker, Journalist und Sozialwissenschaftler (* 1950)
- 29. Dezember: Anne-Marie Carrière, französische Schauspielerin und Sängerin (* 1925)
- 30. Dezember: Ortrud Mann, schwedische Dirigentin (* 1917)
- 00. Dezember: Ajaramu Shelton, US-amerikanischer Jazzmusiker (Schlagzeug, Perkussion) (* um 1940)

### Genaues Todesdatum unbekannt
- Sheila Borg, österreichische Schlagersängerin (* 1941)
- Edward Salim Michael, Komponist sinfonischer Musik und Autor (* 1921)
- Reinhard Raue, deutscher Kirchenmusiker und Orgelsachverständiger (* 1953)
- Ciro Scarponi, italienischer Klarinettist und Komponist (* 1950)
- Thomas Wiedermann, deutscher Improvisationsmusiker (Posaune, Komposition) (* 1953)